# Polvarim

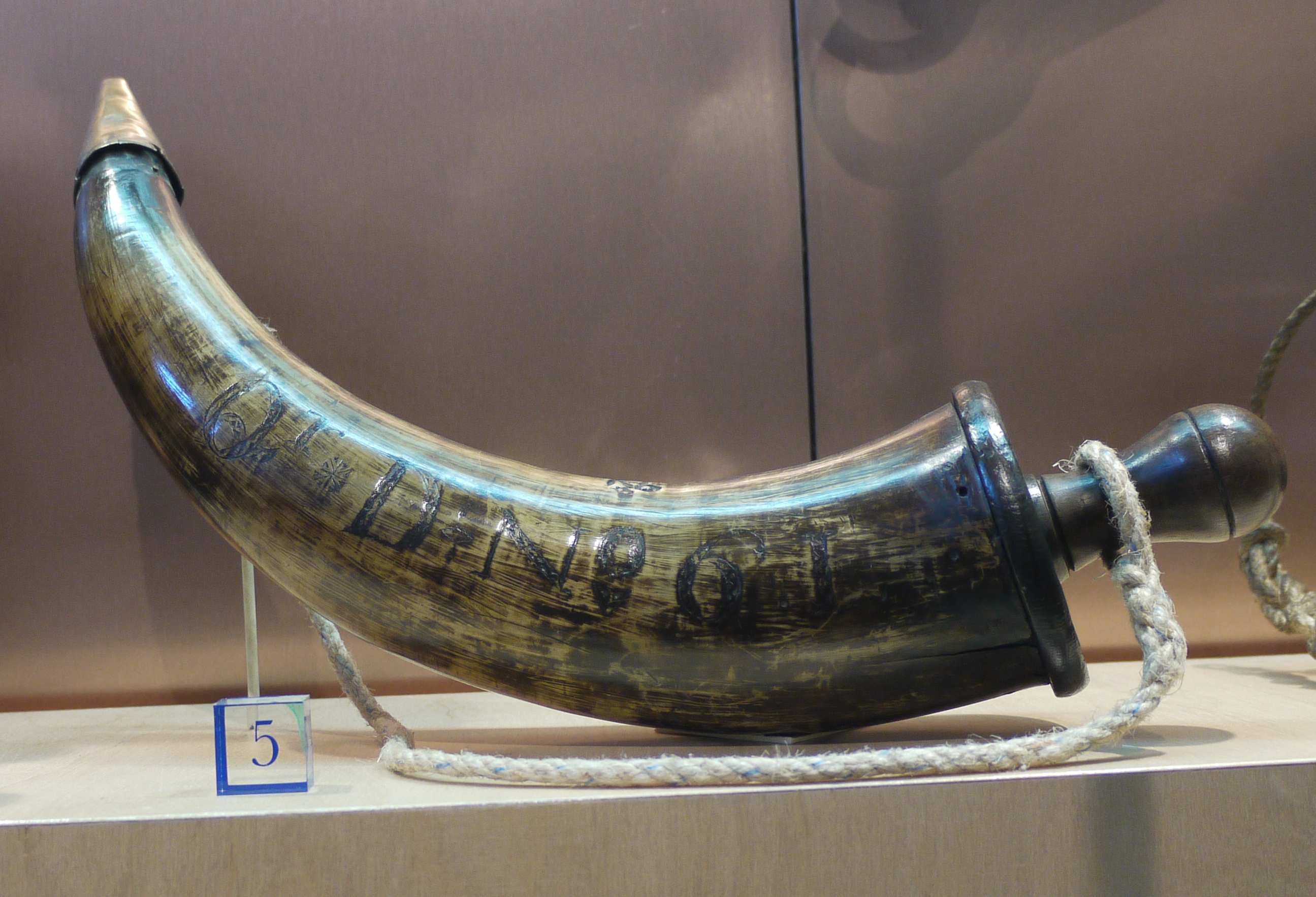

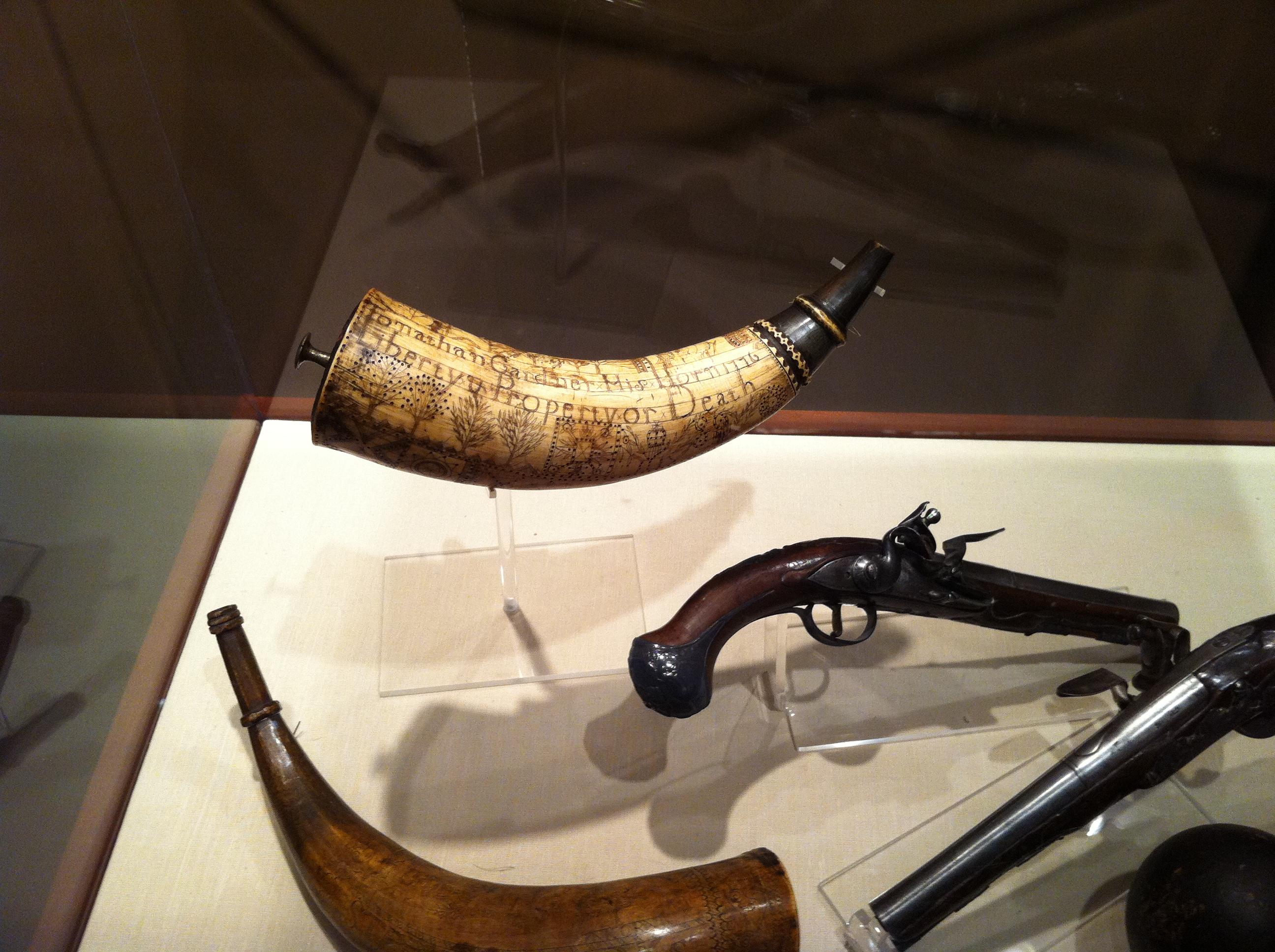

Polvarim, polvarinho, polvorinho, polvorim é um objeto usado para guardar pólvora, feito de chifre de animais, de marfim e outros materiais. Usava-se para carregar as armas com pólvora.Bem usado nas armas de carregamento pelo cano que necessitava de pólvora para atirar. Foi usado em soldados que tinham mosquetes, Bacamarter etc... 

## Recursos
Tipicamente havia uma rolha em ambas as extremidades, em exemplos posteriores carregados por mola para fechar automaticamente a segurança. A boca larga foi usada para recarga, enquanto o pó foi dispensado do ponto estreito. Em alguns casos, o ponto era fechado e a boca usada para ambos, com uma medida de pó, um tipo de concha usada para dispensar o pó, e em outros, ambas as extremidades estavam abertas e o chifre usado apenas como um funil. O chifre era normalmente preso por uma longa alça e pendurado no ombro.
O interior e o exterior de um chifre de pó eram frequentemente polidos para tornar o chifre translúcido, de modo que o soldado pudesse ver quanto pó restava. O uso de chifre animal junto com partes metálicas não ferrosas  assegurou que o pó não fosse detonado por faíscas durante o armazenamento e carregamento. O chifre também era naturalmente à prova d'água e já oco por dentro.